# 小柳常吉 (1838年生)
小柳 常吉（こやなぎ つねきち、1838年〈天保9年〉 - 1881年〈明治14年〉8月20日）は、阿武松部屋、武隈部屋、鬼面山部屋に所属した元力士。
本名は御簾生 春吉（御簾納とする資料もある）。上総国市原郡戸田村岩崎（現在の千葉県市原市南岩崎）出身。身長170cm・体重115kg。
最高位は西関脇。
1858年1月場所で初土俵（二段目〈現在の幕下〉）を踏んだ。1861年10月場所5日目に千草山と改名し、徳島藩のお抱え力士となった。1866年3月場所で東十両9枚目（十枚目格）に昇進。その場所で、いきなり7勝1敗の優勝次点の好成績を挙げた（優勝相当成績は同じ徳島藩お抱えの千羽ヶ嶽兵右エ門〈8勝1分け〉）。十両時代は快進撃を続け、十両昇進から4場所後の1868年6月場所で新入幕を果たした。その直前の1867年11月場所は、千羽ヶ嶽が7日目の國見山半五郎戦で引き起こした勝負結果を巡るトラブルにより、お抱え元の徳島藩第13代藩主・蜂須賀斉裕によって、千羽ヶ嶽や鬼面山谷五郎（後の第13代横綱）と共にこの場所を強制にボイコットさせられる羽目に追いやられた。この場所では東十両筆頭で1勝2敗7休という成績に終わっていたが、事情が勘案されめでたく入幕を果たすことができた。幕内でも実力を遺憾なく発揮し、たびたび優勝争いに加わっていた。1871年4月場所で西小結に昇進。同年には小柳の好成績に惚れ込んだ山内容堂によって、お抱え元を土佐山内家に変更されようとしたが、断ったという逸話もある（後に相生松五郎が承諾し、綾瀬川山左エ門の四股名を容堂から貰って、大関まで昇進した）。1873年4月場所で西関脇に昇進したが、その場所後に高砂浦五郎の高砂改正組に同調して東京相撲を離脱したため、次の12月場所では番付から小柳の名前が墨で消されるという扱いを受けたこともあった（幕内の番付に空位ができたのは、それから2007年11月場所で時津風部屋力士暴行死事件の影響を受けて急遽現役を引退して、16代時津風を襲名した時津海正博（当時西前頭11枚目）まで134年間出なかった）。高砂改正組は1878年まで存続したが、小柳自身は間もなく袂を分かち、翌1874年12月場所で西小結張出で東京相撲に復帰した。しかし、復帰後は以前と打って変わって低迷し、翌1875年4月場所で勝ち越した以外は負け越しが続いた。1877年6月場所限りで現役引退した。
引退後は4代阿武松を襲名し、阿武松部屋の経営に当たった。また両国橋で寄席「小柳」を兼ねて経営した。しかし引退から4年後の1881年8月20日、部屋から関取を出すことなく死去した。43歳没。
幕内通算 17場所 64勝51敗13分2預40休の成績を残した。
改名歴は4回ある：千草山→小柳 春吉→小柳 常吉→小𭩪 常吉→小柳 常吉。
たびたび優勝争いに絡むなど素質はあったが、前半生はお抱え藩の藩主の乱心によって引き起こされたボイコット事件、後半生には同僚の幕内力士が引き起こした集団離脱事件に巻き込まれるなど、土俵外の動きに翻弄された波瀾万丈の人生だった。色白の美男子で、錦絵（主に2代歌川国輝によって描かれた）が飛ぶように売れたと伝わっており、現存している物も複数ある。